# دبیرخانه بخش کوتماله
دبیرخانه بخش کوتماله (به لاتین: Kothmale Divisional Secretariat) یک منطقهٔ مسکونی در سری‌لانکا است که در ناحیه نووارا الییا واقع شده‌است.